# Jamides claudia
Jamides claudia är en fjärilsart som beskrevs av Waterhouse 1914. Jamides claudia ingår i släktet Jamides och familjen juvelvingar. Inga underarter finns listade i Catalogue of Life.